# Ярташлы
Ярташлы (баш. Ярташлы) — деревня в Кызыльском сельсовете муниципального района Альшеевский район Республики Башкортостан России. Живут башкиры, татары (2002).

## Географическое положение
Расстояние до:
- районного центра (Раевский): 65 км,
- центра сельсовета (Тавричанка): 12 км,
- ближайшей железнодорожной станции (Раевка): 65 км.

## История
Основана в 1930‑е гг. как посёлок работников организованного в то же время Тагировского (впоследствии Кызыльского) совхоза. С 1940‑х гг. фиксировалась как п.2‑го Сталинского отделения Кызыльского совхоза, с 1960‑х гг. — как п.2‑го отделения Кызыльского совхоза. Также на картах встречается название отделение № 2 свх. 50 лет БашАССР.
В 2005 году сменился статус: посёлки 1-го и 2-го отделения Кызыльского совхоза стали деревней.
Согласно Закону Республики Башкортостан от 20 июля 2005 года N 211-з «О внесении изменений в административно-территориальное устройство Республики Башкортостан в связи с образованием, объединением, упразднением и изменением статуса населенных пунктов, переносом административных центров», ст.1,

у) поселка 1-го отделения Кызыльского совхоза Кызыльского сельсовета;
ф) поселка 2-го отделения Кызыльского совхоза Кызыльского сельсовета;

До 10 сентября 2007 года называлась деревней 2-го отделения Кызыльского совхоза. Переименование прошло согласно Постановлению Правительства РФ от 10 сентября 2007 г. N 572 «О присвоении наименований географическим объектам и переименовании географических объектов в Республике Адыгея, Республике Башкортостан, Ленинградской, Смоленской и Челябинской областях», вместе с 12 населёнными пунктами района:

 переименовать в Республике Башкортостан:

в Альшеевском районе — деревню разъезда Аврюз в деревню Григорьевка, село Демского отделения Раевского совхоза в село Дим, деревню Зеленоклиновского отделения Кызыльского совхоза в деревню Зеленый Клин, деревню Красноклиновского отделения Раевского совхоза в деревню Красный Клин, деревню Линдовского отделения Раевского совхоза в деревню Линда, деревню 1-го отделения Кызыльского совхоза в деревню Сулпан, село сельхозтехникума в село Ким, деревню разъезда Слак в деревню Хусаин, деревню хозяйства Заготскота в деревню Шишма, деревню 3-го отделения совхоза «Шафраново» в деревню Каменка, село совхоза «Шафраново» в село Мечниково, деревню 2-го отделения Кызыльского совхоза в деревню Ярташлы; 

## Население
| 2002 | 2009 | 2010 |
| ---- | ---- | ---- |
| 269  | ↘255 | ↘199 |

Историческая численность населения: 1939—121 чел.; 1959—290; 1989—255; 2002—269; 2010—199.

## Инфраструктура
Начальная школа (филиал Тавричанской средней школы), фельдшерско-акушерский пункт.